# Посёлок имени Войкова
имени Войкова — упразднённый посёлок в Гороховецком районе Владимирской области России. На момент упразднения входил в Чулковское сельское поселение (ныне территория Денисовского сельского поселения) В 2001 году включён в состав посёлка Чулково и исключён из учётных данных.

## География
Располагался на правом берегу реки Важня, ныне представляет собой северную часть посёлка Чулково.

## История
Возник как центральная усадьба совхоза имени Войкова. В 1983 году в посёлок перенесён центр Чулковского сельсовета.

## Известные уроженцы
- Новичков, Николай Владимирович (род. 1974) — российский экономист и политический деятель, профессор РАНХиГС, депутат Государственной думы VIII созыва.